# Göteborgs Auktionsverk
Göteborgs Auktionsverk grundades 1681, då magistraten i Göteborg sökte tillstånd hos regeringen för att bedriva auktionsverksamhet. Göteborgs Auktionsverk är därmed världens näst äldsta auktionsverk i drift efter Stockholms Auktionsverk som grundades 1674. Auktionerna avser antikviteter,  konst, modern design och konsthantverk.

## Historik

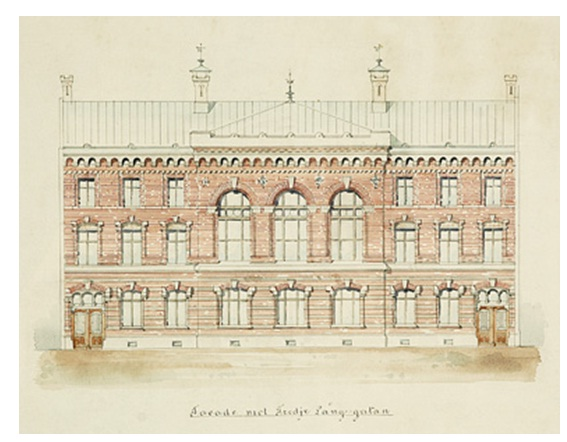
C.Fahlströms fasadritning

Fram till 1733 hölls auktionerna i stadshuset vid Gustav Adolfs torg. Efter detta har Göteborgs Auktionsverk flyttat till Smedjebacken 7, vidare till Västra Hamngatan 15 för att sedan 1892 hamna på Tredje Långgatan 7-9 där auktionsverket låg fram till januari 2014. Tredje Långgatan 7-9 är en av de äldsta byggnaderna i världen avsedd för auktionsverksamhet. Byggnaden ritades av stadsarkitekt Carl Fahlström och uppfördes 1890-92. Ur ett kulturhistoriskt perspektiv är huset intressant då det är unikt i sitt slag. Göteborgs stad drev auktionsverket fram till 1999.
Göteborgs Auktionsverk finns sedan mars 2022 i nya lokaler på Banehagsgatan 20 i Göteborg.

## Dagens verksamhet
Göteborgs Auktionsverk är privatägt och håller dagliga onlineauktioner samt Kvalitetsauktioner höst och vår.

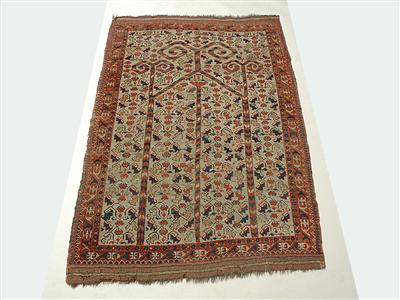
Bönematta, Ersari, klubbad för 690 000 kr.